# Borki
Borki è un comune rurale polacco del distretto di Radzyń Podlaski, nel voivodato di Lublino.
Ricopre una superficie di 111,83 km² e nel 2004 contava 6 151 abitanti.